# Dylan Remick
Dylan Remick (Inverness, 19 maggio 1981) è un ex calciatore statunitense, di ruolo difensore.

## Caratteristiche tecniche
È un terzino sinistro.

## Statistiche

### Presenze e reti nei club
Statistiche aggiornate al 29 aprile 2018.
| Stagione                  | Squadra                   | Campionato                | Campionato | Campionato | Coppe nazionali | Coppe nazionali | Coppe nazionali | Coppe continentali | Coppe continentali | Coppe continentali | Altre coppe | Altre coppe | Altre coppe | Totale | Totale | Totale |
| Stagione                  | Squadra                   | Comp                      | Pres       | Reti       | Comp            | Pres            | Reti            | Comp               | Pres               | Reti               | Comp        | Pres        | Reti        | Pres   | Reti   |        |
| ------------------------- | ------------------------- | ------------------------- | ---------- | ---------- | --------------- | --------------- | --------------- | ------------------ | ------------------ | ------------------ | ----------- | ----------- | ----------- | ------ | ------ | ------ |
| 2012                      | Worcester Hydra           | PDL                       | 4          | 1          | USCup           | 0               | 0               |                    | -                  | -                  |             | -           | -           | 4      | 1      |        |
| 2013                      | Seattle Sounders          | MLS                       | 1          | 0          | USCup           | 1               | 0               |                    | -                  | -                  |             | -           | -           | 2      | 0      |        |
| 2014                      | Seattle Sounders          | MLS                       | 13         | 0          | USCup           | 0               | 0               |                    | -                  | -                  |             | -           | -           | 13     | 0      |        |
| 2015                      | Seattle Sounders          | MLS                       | 19         | 0          | USCup           | 1               | 0               | CCC                | 3                  | 0                  |             | -           | -           | 23     | 0      |        |
| 2016                      | Seattle Sounders          | MLS                       | 11         | 0          | USCup           | 3               | 0               |                    | -                  | -                  |             | -           | -           | 14     | 0      |        |
| Totale Seattle Sounders   | Totale Seattle Sounders   | Totale Seattle Sounders   | 44         | 0          |                 | 5               | 0               |                    | 3                  | 0                  |             | -           | -           | 52     | 0      |        |
| 2015                      | Seattle Sounders 2        | USL                       | 1          | 0          |                 | -               | -               |                    | -                  | -                  |             | -           | -           | 1      | 0      |        |
| 2016                      | Seattle Sounders 2        | USL                       | 3          | 0          |                 | -               | -               |                    | -                  | -                  |             | -           | -           | 3      | 0      |        |
| Totale Seattle Sounders 2 | Totale Seattle Sounders 2 | Totale Seattle Sounders 2 | 4          | 0          |                 | 0               | 0               |                    | -                  | -                  |             | -           | -           | 22     | 0      |        |
| 2017                      | Houston Dynamo            | MLS                       | 17         | 2          | USCup           | 2               | 1               |                    | -                  | -                  |             | -           | -           | 19     | 3      |        |
| 2017                      | Rio Grande Valley         | USL                       | 1          | 0          | USCup           | 0               | 0               |                    | -                  | -                  |             | -           | -           | 1      | 0      |        |
| 2018                      | Houston Dynamo            | MLS                       | 0          | 0          | USCup           | 0               | 0               |                    | -                  | -                  |             | -           | -           | 0      | 0      |        |
| Totale carriera           | Totale carriera           | Totale carriera           | 88         | 3          |                 | 7               | 1               |                    | 3                  | 0                  |             | -           | -           | 98     | 4      |        |